# Mafana
Mafana ist eine unbewohnte Insel in der tonganischen Inselgruppe Vavaʻu.

## Geographie
Mafana liegt südlich der Hauptinsel Vavaʻu zwischen den Inseln ʻOloʻua und Ofu. Im Osten schließt sich ein weiter Riffsaum mit den Inseln Kenutu und Umuna an.

## Klima
Das Klima ist tropisch heiß, wird jedoch von ständig wehenden Winden gemäßigt. Ebenso wie die anderen Inseln der Vavaʻu-Gruppe wird Mafana gelegentlich von Zyklonen heimgesucht.